# Mali Urala
Mali Urala (en rus: Малый Урала) és un poble del Daguestan, a Rússia, que en el cens del 2010 tenia 55 habitants. Pertany al districte rural de Gunib.